# Форма Маурера — Картана
Форма Маурера — Картана в теорії груп Лі — диференціальна форма визначена на групі Лі, що приймає значення у відповідній алгебрі Лі. Названа начесть німецького математика Людвіга Маурера і французького математика Елі Картана.

## Означення
Нехай {\displaystyle G} — група Лі, {\displaystyle {\mathfrak {g}}=T_{e}G} — відповідна алгебра Лі. Для {\displaystyle g\in G} визначена функція лівого множення 
{\displaystyle L_{g^{-1}}:G\rightarrow G}
{\displaystyle L_{g^{-1}}(h):=g^{-1}h}
Її диференціал в точці {\displaystyle g}
{\displaystyle (dL_{g^{-1}})_{g}:T_{g}G\rightarrow T_{e}G={\mathfrak {g}}}.
Форма Маурера — Картана {\displaystyle \omega \in \Omega ^{1}(G,{\mathfrak {g}})} за означенням рівна
{\displaystyle \omega (v):=(dL_{g^{-1}})_{g}(v)}
для {\displaystyle v\in T_{g}G,g\in G}.

## Рівняння Маурера — Картана
Рівняння Маурера — Картана записується як
{\displaystyle d\omega +{\frac {1}{2}}\left[\omega ,\omega \right]=0}.
Дужки Лі диференціальних форм зі значеннями в алгебрі Лі за означенням рівні
{\displaystyle [\omega \wedge \eta ](v_{1},v_{2})=[\omega (v_{1}),\eta (v_{2})]-[\omega (v_{2}),\eta (v_{1})]}
і зовнішня похідна {\displaystyle d\omega } за означенням рівна
{\displaystyle d\omega (X,Y)=X(\omega (Y))-Y(\omega (X))-\omega ([X,Y])}.